# الياخور (مسرحية)
 الياخور  مسرحية كويتية عرضت عام 2014 على مسرح نادي اليرموك. المسرحية من بطولة حسن البلام و جمال الردهان و مشاري البلام.

## بطولة
- حسن البلام
- جمال الردهان
- مشاري البلام
- أحمد العونان
- ميس كمر
- فوز الشطي
- محمد الرمضان
- منى حسين
- عبدالعزيز النصار
- سامي مهاوش
- عبدالله المسلم